# Ohrazená
Ohrazená (polsky Ogrodzona, německy Ogrodzon) je vesnice v jižním Polsku ve Slezském vojvodství v okrese Těšín ve gmině Dubovec. Leží na území Těšínského Slezska na potoce jménem Knajka. V roce 2008 zde žilo 861 obyvatel.
359 m vysokým kopcem v jižní částí vesnice probíhá rozvodí mezi povodími Odry a Visly. Knajka je přítokem Visly. Les Kamieniec, který se rozkládá v severní části Ohrazené, je součástí chráněné oblasti Natura 2000 s názvem Těšínské tufové prameny.
Roku 1955 bylo v Ohrazené založeno Zemědělské výrobní družstvo Promień (Paprsek). V jeho rámci dodnes působí drůbežárna, sušárna obilí, truhlárna a výrobna tvárnic. Pro zaměstnance bylo v roce 1978 vystavěno malé panelové sídliště.
K památkám obce patří klasicistní katolický kostel sv. Matouše z roku 1855, dům z roku 1788, který je dnes sídlem kulturního centra, a také budova Základní školy Karola Śliwky z roku 1911. V Ohrazené se nachází také evangelický kostel.
Obcí prochází rychlostní silnice S52 Bílsko-Bělá—Těšín, jejímž pokračováním je česká dálnice D48, a také „stará cesta“ z Bílska-Bělé do Těšína.